# 晨鳥社
晨鳥社（しんちょうしゃ）は、日本画家・山口華楊の日本画画塾。1938年11月6日設立。

## 略史
- 1938年（昭和13年） - 11月6日、晨鳥社創立。同年9月16日に病没した西村五雲の七七忌を前に、西村五雲塾晨鳥社の旧塾生71名（「画壇鳥瞰 晨鳥社新に結成」『塔影』14巻11号）が集まり、山口華楊を総務（代表）として結成。当日は五雲誕生日。そもそも、晨鳥社の名称は、1912年（明治45年）6月9日、当時12歳だった山口華楊はじめ6名で結成した西村五雲塾が、1933年（昭和8年）に西村五雲塾晨鳥社と改称したものを引継いだという。西村塾晨鳥社は五雲没後、11月2日に西村家の申し出により、一旦解散となった。この時点での華楊以外の会員には前田萩邨（1917年入塾、総務）、西村卓三（1922年入塾、総務）、猪田青以・天野大虹（1927年入塾）、奥村厚一・田之口青晃（1928年入塾）、河合健二（1929年入塾）、麻田辨次（のちの辨自、1930年入塾）、森戸国次（1931年入塾）、川島浩（1932年入塾）、猪原大華（1937年入塾）ら75名。
- 1939年（昭和14年） - 10月、大丸京都店で晨鳥社試作展開催、華楊《豆の秋》はじめ42点出品。
- 1940年（昭和15年） - 3月、京都市美術館で西村五雲遺作展開催。7月、神戸 大丸で晨鳥社同人新作展開催、華楊《五位鷺》はじめ52点出品。
- 1941年（昭和16年） - 5月、京都画家聯盟発足、晨鳥社からは52名が参加。京都市美術館で第1回晨鳥社展開催、華楊《犢》・前田萩邨《月夜竹林》・西村卓三《獅子》はじめ49点、神戸大丸でも開催。
- 1942年（昭和17年） - 6月、京都市美術館で第2回晨鳥社展開催、華楊《水》・前田萩邨《緑装》はじめ41点。11月、神戸大丸で晨鳥社小品展開催。
- 1943年（昭和18年） - 11月、神戸大丸で晨鳥社小品展開催。
- 1945年（昭和20年） - 終戦までに会員の応召、戦病死や疎開・転業などもあり、会員数は20名余となる。
- 1946年（昭和21年） - 4月、京都画家聯盟が解散となり、あらためて京都日本画家協会結成、華楊･前田萩邨理事となる。
- 1947年（昭和22年） - 前田萩邨没。西村卓三が総務を辞退、総務は華楊1人となる。
- 1950年（昭和25年） - 4月、塾展を再開、京都丸物で第3回晨鳥社展開催、華楊《山花》はじめ29点。
- 1975年（昭和50年） - 4月、京都 丸物で第4回晨鳥社展開催、華楊《餌》はじめ31点。以後、毎年開催。
- 1984年（昭和59年） - 3月16日、山口華楊没。6月7日から12日まで京都 大丸で第37回晨鳥社展開催、河合健二《霧晴れる》・三輪良平《萩の咲く頃》・中路融人《爽晨》・渡辺武蔵《千手》・堀泰明《河畔の人》・竹内浩一《韓の香》・渡辺信喜《蔓》ほか出品。
- 1985年（昭和60年） - 中路融人、副幹事となる。
- 1994年（平成6年） - 1月から2月まで、東京 東武美術館、京都 大丸ミュージアムKYOTOで山口華楊と晨鳥社の人びと開催、華楊作品37点に加え、晨鳥社から河合健二・川島浩・三輪良平・中路融人・岩倉壽・入江酉一郎・渡辺信喜・竹内浩一・堀泰明・渡辺武蔵・今井守彦・吉村年代の作品を展示。
- 1997年（平成9年） - 中路融人会長に就任。
- 2008年（平成20年） - 8月2日から10月13日まで、奈良県立万葉文化館で「山口華楊と晨鳥社の今」開催。